# Language Integrated Query
Language Integrated Query of LINQ is een onderdeel van het Microsoft .NET Framework.  LINQ biedt een werkwijze aan voor een meer uniforme omgang met gegevens uit heel verschillende systemen, bijvoorbeeld gegevens uit een relationele database, een webservice, een XML-bestand of een array. Met LINQ kunnen al deze verschillende soorten gegevens met één op SQL lijkende set taalelementen worden opgevraagd, gemanipuleerd en gecombineerd. Het vormt een alternatief voor XPath, XQuery en SQL. De programmeertalen C# en Visual Basic .NET ondersteunen LINQ. Derde partijen kunnen hun systeem geschikt maken voor LINQ door middel van een zogenaamde provider. 
LINQ maakt deel uit van .NET Framework vanaf versie 3.5. Deze versie is uitgebracht op 20 november 2007 samen met de programmeerontwikkelomgeving Visual Studio 2008. 
```
  
// C# voorbeeld:

  
List
<
int
>
 
lijstGetallen
 
=
 
new
 
List
<
int
>
 
{
 
6
,
 
4
,
 
3
,
 
1
,
 
1
,
 
18
,
 
7
,
 
5
 
};

  

  
// alleen de even getallen selecteren en sorteren

  
var
 
lijstEven
 
=
 
from
 
g
 
in
 
lijstGetallen

                  
where
 
g
 
%
 
2
 
==
 
0

                  
orderby
 
g

                  
select
 
g
;

  

  
// de subselectie in een tekstvenster weergeven

  
foreach
 
(
int
 
i
 
in
 
lijstEven
)

  
{

      
Console
.
WriteLine
(
i
.
ToString
());

  
}

  

  
// Uitvoer:

  
// 4

  
// 6

  
// 18

```